# FC Brașov (1936)
FC Brașov was een Roemeense voetbalclub uit Brașov.
De club werd in 1936 opgericht en speelde in 1957 voor het eerst in de hoogste klasse. In 1960 won de club de eerste Balkan Cup voor clubs. De club won nooit de titel. In 2005 degradeerde de club naar de 2de klasse. In 2008 werd de club kampioen en keerde zo terug naar de elite. In 2015 degradeerde de club naar de Liga 2. Na een nieuwe degradatie kondigde de club medio 2016 aan dat ze niet meer aan de competitie deelnam en ging in 2017 failliet. 
Vanuit de supporters werd in 2017 direct SR Brașov opgericht. Vanuit de gemeente, die de rechten op de naam van de club had, werd in 2020 de entiteit ACS Scotch Club opgericht die in 2021 stadgenoot ASC Corona 2010 Brașov opkocht voor de licentie in de Liga 2 en samenvoegde als FC Brașov (2021). Deze club werd niet geaccepteerd door de supporters van het oude FC Brașov en ook de supporters van Corona Brașov waren hier boos over.

## Naamsveranderingen
- 1936 : Opgericht als UA Brașov
- 1948 : CS Steagul Roșu Brașov
- 1950 : Metalul Brașov
- 1953 : Dinamo Orașul Stalin
- 1957 : fusie met Dinamo Orașul Stalin → Energia Orașul Stalin
- 1958 : CS Steagul Roșu Orasul Stalin
- 1961 : CS Steagul Roșu Brașov
- 1980 : FCM Brașov
- 1992 : FC Brașov

## Erelijst
- Divizia B: 1956, 1969, 1980, 1984, 1999, 2008
- Balkan Cup: 1961

## Brașov in Europa
Uitslagen vanuit gezichtspunt Brașov
| Seizoen                                                    | Competitie           | Ronde | Land                                         | Club              | Totaalscore    | 1e W    | 2e W    | PUC |
| ---------------------------------------------------------- | -------------------- | ----- | -------------------------------------------- | ----------------- | -------------- | ------- | ------- | --- |
| 1963/64                                                    | Jaarbeursstedenbeker | 1R    | Vlag van Bulgarije (1948-1967)               | Lokomotiv Plovdiv | 2-5            | 1-3 (T) | 1-2 (U) | 0.0 |
| 1965/66                                                    | Jaarbeursstedenbeker | 2R    | Vlag van Joegoslavië                         | NK Zagreb         | 3-2            | 2-2 (U) | 1-0 (T) | 5.0 |
|                                                            |                      | 1/8   | Vlag van Spanje (11 okt. 1945- 20 jan. 1977) | RCD Español       | 5-5 BW 0-1 (T) | 1-3 (U) | 4-2 (T) | 5.0 |
| 1974/75                                                    | UEFA Cup             | 1R    | Vlag van Turkije                             | Beşiktaş JK       | 3-2            | 0-2 (U) | 3-0 (T) | 2.0 |
|                                                            |                      | 2R    | Vlag van Duitsland                           | Hamburger SV      | 1-10           | 0-8 (U) | 1-2 (T) | 2.0 |
| 2001/02                                                    | UEFA Cup             | Q     | Vlag van Armenië                             | Mika Asjtarak     | 7-1            | 5-1 (T) | 2-0 (U) | 2.0 |
|                                                            |                      | 1R    | Vlag van Italië                              | Internazionale    | 0-6            | 0-3 (U) | 0-3 (T) | 2.0 |
| Totaal aantal behaalde punten voor UEFA coëfficiënten: 9.0 |                      |       |                                              |                   |                |         |         |     |

## Bekende (oud-)spelers
- Dumitru Mitu
- Alin Stoica